# Аеродром Бари
Аеродром Карол Војтила-Бари (: , : ) (итал. Aeroporto di Bari-Karol Wojtyla) је аеродром који обслужује Бари, Италија. Смештен је 8 km северозападно од центра Бари.
Квалитет фацилитети су били побољшени током 2005-2006 са отварање нови путнички терминал са 4 авиомостове, нови контролни торањ и паркалишта.
Кроз аеродром је 2007. прошло 2.368.313 путника - пораст од 20% од прошле године.

## Авио-компаније и дестинације
Следеће авио-компаније користе Аеродром Бари (од априла 2008):
- Алиталија (Милано-Линате, Милано-Малпенса, Рим-Леонардо да Винчи)
- Блу-експрес (Болоња, Рим-Леонардо да Винчи)
- Бритиш ервејз (Лондон Гетвик) [сезонски]
- Изиџет (Милано-Малпенса)
- Карпатер (Темишвар)
- МајЕр (Амстердам, Атина, Барселона, Брисел, Букурешт-Банеаса, Ђенова, Милано-Бергамо, Париз-Шарл де Гол, Тирана)
- Рајанер (Лондон-Станстед, Милано-Бергамо, Пиза, Франкфурт-Хан)
- ТУИфлај (Базел, Келн/Бон, Минхен, Штутгарт)